# Sienkowicze (rejon żabinecki)
Sienkowicze (biał. Сенькавічы; ros. Сеньковичи) – wieś na Białorusi, w obwodzie brzeskim, w rejonie żabineckim, w sielsowiecie Żabinka.
W dwudziestoleciu międzywojennym wieś leżała w Polsce, w województwie poleskim, w powiecie kobryńskim.